# IC 3135
IC 3135 ist eine Spiralgalaxie vom Hubble-Typ Sdm pec? im Sternbild Coma Berenices am Nordsternhimmel.
Das Objekt wurde am 23. März 1903 von Max Wolf entdeckt.